# Middle East Journal
Das Middle East Journal (MEJ) ist eine in Washington, D.C. vom Middle East Institute herausgegebene englischsprachige Fachzeitschrift. Die erste Ausgabe erschien 1947 und ist damit die älteste, nach dem Peer-Review Verfahren begutachtete, Fachzeitschrift der USA, welche sich mit dem Nahen Osten der jetzigen Zeit beschäftigt.
Das Journal erscheint vierteljährlich. Es analysiert und berichtet über die politische und wirtschaftliche Entwicklung, über das kulturelle Erbe und die ethnische und religiöse Vielfalt des Nahen Ostens.
Das Middle East Institute definiert den Nahen Osten als eine Region, welche das südwestliche Asien und das nördliche Afrika umspannt, also von Marokko bis Pakistan, einschließlich der Kaukasusregion. Daher deckt das Middle East Journal inhaltlich all diese Gebiete ab, auch wenn in Deutschland unter dem Nahen Osten eine kleinere Region verstanden wird.